# DSN1
DSN1‏ (DSN1 homolog, MIS12 kinetochore complex component) هوَ بروتين يُشَفر بواسطة جين DSN1 في الإنسان.